# Georgij Vasiljevič Čičerin
Georgij Vasiljevič Čičerin (rusky Георгий Васильевич Чичерин; 24. listopadu 1872, Karaul – 7. července 1936, Moskva) byl ruský revolucionář a sovětský lidový komisař pro zahraniční věci v letech 1918–1930.

## Život
Čičerin se narodil do šlechtické rodiny ve městě Karaul v Tambovské gubernii. Jeho otec Vasilij Nikolajevič Čičerin byl diplomatem Ruského impéria. Už v mládí byl fascinován historií a klasickou hudbou, převážně Richardem Wagnerem. Naučil se většinu hlavních evropských jazyků, stejně jako pár asijských. Vystudoval Petrohradskou univerzitu v oboru historie a jazyků. Poté pracoval v letech 1897 až 1903 v archívu ruského ministerstva zahraničních věcí.
V roce 1904 náhle zbohatl, když zdědil statek svého strýce Borise Čičerina. Tento kapitál pak použil na podporu revolučních aktivit v průběhu revoluce v roce 1905. Za tuto činnost byl následně nucen opustit Rusko a strávit 13 let ve vyhnanství v Západní Evropě. Zde se přidal k menševické frakci Ruské sociálně demokratické dělnické strany.
Po vypuknutí 1. světové války přijal Čičerin protiválečný postoj, což ho sblížilo s bolševickou frakcí Vladimira Lenina. V roce 1917 byl zatčen britskou policií pro svou protiválečnou činnost a strávil pár měsíců v brixtonské věznici. Mezitím v Rusku převzali moc Bolševici a první lidový komisař zahraničních věcí Lev Trockij zajistil Čičerinovo propuštění a bezpečnou cestu do Ruska výměnou za britské občany, držené v té době v Rusku (mezi nimi i George Buchanan, britský velvyslanec).
Po svém návratu se oficiálně přidal k bolševikům a byl členem Trockého delegace na jednáních o míru v Brestu-Litevském. Po abdikaci Trockého zaujal jeho místo v čele lidového komisariátu zahraničních věcí. V roce 1922 se účastnil Janovské konference a následně podepsal s Německem Rapallskou smlouvu. Jeho cílem byla úzká spolupráce s Německem (jelikož ani poversailleské Německo, ani bolševické Rusko neměly silné zastoupení na mezinárodní scéně). Díky tomu navázal úzkou spolupráci s německým ministrem zahraničí a pozdějším velvyslancem v Moskvě Ulrichem von Brockdorff-Rantzau. Byl znám svým workoholismem, ale v pozdější době začalo jeho onemocnění zasahovat do jeho práce, a proto byl v roce 1930 nahrazen Maximem Litvinovem. Zemřel roku 1936 v Moskvě.